# Лендьел, Игорь Владимирович
Игорь Владимирович Лендьел (род. 8 апреля 1959, Ужгород, Закарпатская область, УССР, СССР) — российский физик, преподаватель, ставший известным в связи с совершённой им вместе с сообщниками серией убийств и разбоев.

## Биография
Игорь Лендьел родился 8 апреля 1959 года в Ужгороде. Его отец — Владимир Иванович Лендьел, физик-теоретик, педагог, доктор физико-математических наук.
Повзрослев, Игорь Лендьел переехал в Москву, где окончил институт, женился, стал отцом троих детей. Занимался ремонтом квартир. В работе ему помогал его родственник Александр Иванович Сидей (род. 29 апреля 1967). Славились как хорошие мастера. 22 мая 1991 года Лендьел и Сидей убили 37-летнего Николая Вахатова и его жену Татьяну Просветову, в доме которых они ранее делали ремонт. Убийство было совершено с особой жестокостью. Из приговора:
Лендьел ударил дубинкой лежавшую с краю Просветову, которая закричала, тогда он с торца кровати вскочил на Вахатова и ножом несколько раз ударил в область сердца. Вахатов сразу затих. У Лендьела сломался нож, которым он бил Просветову, поэтому Сидей дал ему свой нож, держал её за ноги и тоже ударил ножом в висок и лицо.
В феврале 1993 года он вместе с сообщником Андреем Хоревым совершил ещё одно убийство с целью ограбления. Лендьел и Хорев были арестованы 26 февраля, а Сидей — 12 апреля.
За совершённые преступления Московским городским судом 14 января 1994 года Лендьел и Сидей были приговорены к смертной казни (позднее заменена пожизненным лишением свободы), а Хорев — к 15 годам лишения свободы. В октябре 1996 года журналист Юрий Дзарданов брал интервью у двух людей, приговорённых за убийства к высшей мере наказания — смертной казни через расстрел — бывшего офицера Александра Пустовита и Игоря Лендьела. Лендьел был отправлен отбывать наказание в колонию ФГУ ИК-1 «Мордовская зона» в посёлке Сосновка Зубово-Полянского района Мордовии. Спустя 5 лет, когда смертная казнь обоим была заменена на пожизненное лишение свободы, Дзарданов вновь взял интервью у них, и провёл сравнение — что из себя представляли Пустовит и Лендьел, когда смертная казнь была ещё в силе, и теперь, когда она им уже не угрожает. Журналист отметил, что настроение у обоих было хорошим, в отличие от растерянного состояния до замены смертного приговора.
По собственному признанию:
К каждому нужно подходить индивидуально. Даже на пожизненном участке можно наказывать по-разному. Для кого-то самым тяжёлым стало бы одиночное заключение, кому-то в тягость находиться в общей камере. У каждого, кто всерьёз занят религией, должен быть духовный наставник. Иначе запросто можно сойти с ума. У меня такой человек есть, и я ему очень благодарен. Мы с ним ведём регулярную переписку. Он морально поддерживает и относится ко мне лучше, чем я этого заслуживаю.

## В массовой культуре
- Документальный фильм «Не казните моего убийцу» (2000)
- Документальный фильм «Шестой коридор» из цикла «Приговорённые пожизненно» (2008)
- Документальный фильм «Цепляясь за жизнь» из цикла «Честный детектив» (2022)
- Документальный фильм «Учитель опасных наук» из цикла «Следствие вели» (2024)